# Ritzingen

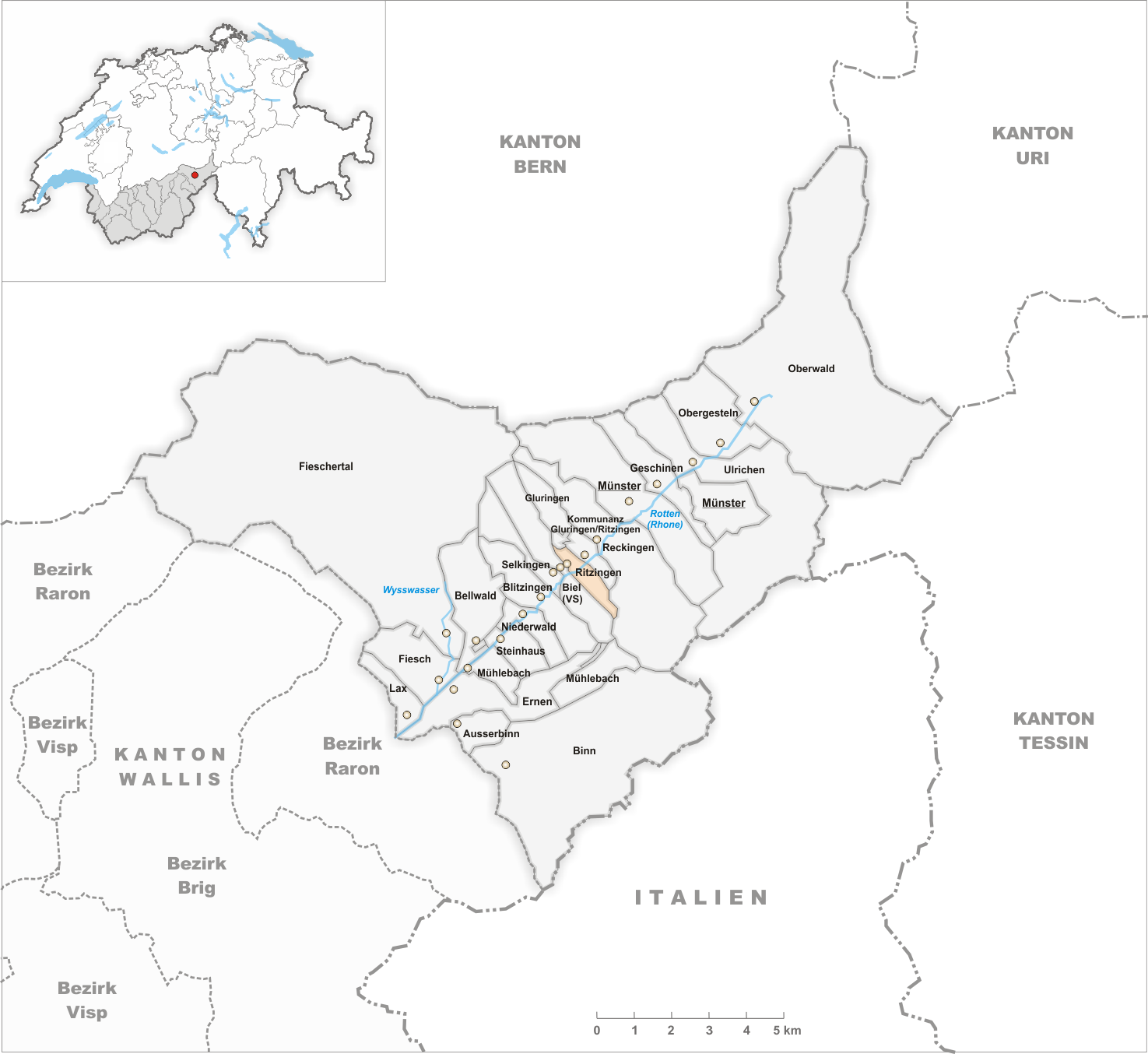
Gemeindestand vor der Fusion am 1. Januar 2001

Die Ortschaft Ritzingen ist eine ehemalige selbständige Gemeinde im Bezirk Goms im Kanton Wallis. Am 1. Januar 2001 fusionierte sie mit den Gemeinden Biel und Selkingen zur Gemeinde Grafschaft. Seit 2017 gehört sie zur Gemeinde Goms.

## Geschichte
Urkundlich belegt ist, dass die Ortschaft spätestens seit 1367 zum Freigericht der Grafschaft von Biel gehört. Damit hätte die Ortschaft eigentlich direkt dem bischöflichen Landesherrn unterstellt gewesen sein müssen. Dennoch ist nachgewiesen, dass der Ort im Jahr 1384 Abgaben an den Grafen von Savoyen leistete. Es sind Gemeindestatuten aus den Jahren 1539, 1543 und 1555 erhalten. Durch ein Feuer wurden im Jahr 1852 fünf Häuser und mehrere Nutzbauten am Ostrand der Siedlung zerstört.
Seit der Gründung der Pfarrei Biel im Jahr 1678 ist der Ort dieser unterstellt. Vorher war der Ort der Mutterkirche in Münster unterstellt. Im Dorf selber gibt es eine Annakapelle, welche 1645 erstmals erwähnt wurde. Der heutige Bau wurde am 2. Januar 1732 gesegnet. Im Ritzinger Feld steht eine Muttergotteskapelle, welche erstmals im Jahr 1592 erwähnt wurde. An der Landstrasse Richtung Biel steht eine kleine Nothelferkapelle. Die Kapelle wurde im April 1717 fertiggestellt. Der Weihwasserstein trägt die Jahreszahl 1718.

## Bevölkerung
| Bevölkerungsentwicklung | Bevölkerungsentwicklung | Bevölkerungsentwicklung | Bevölkerungsentwicklung | Bevölkerungsentwicklung | Bevölkerungsentwicklung |
| ----------------------- | ----------------------- | ----------------------- | ----------------------- | ----------------------- | ----------------------- |
| Jahr                    | 1802                    | 1850                    | 1900                    | 1950                    | 1990                    |
| Einwohner               | 132                     | 113                     | 95                      | 104                     | 84                      |

## Persönlichkeiten
- Paul Biderbost (1927–1999),[1] Nationalrat (1975–1983)